# IC 3121
IC 3121 ist ein interagierendes Galaxienpaar im Sternbild Jungfrau auf der Ekliptik. Es ist schätzungsweise 905 Millionen Lichtjahre von der Milchstraße entfernt.
Das Objekt wurde am 7. Mai 1904 von dem Astronomen Royal Harwood Frost entdeckt.